# Mzilikazi
Mzilikazi, també Mosilikatze o Moselekatze (vers 1790 – 9 de setembre de 1868), fou un rei de l'Àfrica meridional que va fundar el regne Matabele (Mthwakazi), Matabelàndia, en el territori que esdevindria el Protectorat de Rhodèsia i és ara Zimbàbue. El seu nom significa "el camí gran". Era el fill de Matshobana i va néixer a prop de Mkuze, a Zululàndia (ara part de Sud-àfrica), i morir a Ingama, Matabelàndia (prop de Bulawayo, Zimbàbue). Molts el consideren el més gran dirigent militar africà meridional després del rei zulu Shaka. David Livingstone, en la seva autobiografia, es va referir a Mzilikazi com el segon dirigent més impressionant que va trobar en el continent africà.

## Vida
La vida era senzilla pels khumalos (clans) fins a la pujada al poder del cap Zwide i la seva tribu Ndwandwe. El khumalos tenien la terra millor de Zululand, el Mkhuze: abundància d'aigua, terra fèrtil i pastures. Però a l'inici del segle xix, havien d'escollir entre els Zulu i els Ndwande. Van retardar això tant de temps com van poder; per complaure als Ndwandwe, el Khumalo principal Mashobane es va casar amb la filla de Zwide i van tenir un fill, Mzilikazi. Els Ndwandwes estaven emparentats de manera propera als Zulus i parlaven la mateixa llengua nguni utilitzant però dialectes diferents.
Quan Mashobane no va dir res a Zwide sobre una patrulla de soltats (amabutho) enviats pel capitost de Mthethwa, Zwide va fer matar el seu sogre. Així el seu fill, Mzilikazi, esdevenia dirigent del Khumalo (clan). Mzilikazi immediatament va enganyar al seu avi, Zwide, i va agafar 50 guerrers per unir-se a Shaka, un general de l'exèrcit de Mthethwa que estava formant aliances per erigir un regne. Shaka va estar satisfet perquè el khumalos de Mzilikazi tenia espies útils entre la gent de Zwide i els Ndwandwes. Després que unes quantes batalles, Shaka va donar Mzilikazi l'honor extraordinari de ser cap del khumalos i per quedar com a semi-independent del regne Zulu, si Zwide podria ser derrotat.
Això va causar gelosia entre altres aliats sovint més antics de Shaka, però tot i bons guerrers cap va fer els mèrits de Mzilikaz el qual va recollir tota la informació possible per poder derrotar a Zwide. Per això, quan Zwide va ser derrotat, Shaka correctament va reconèixer que no ho haguera pogut fer sense Mzilikazi i li va presentar una destral de vori. Hi hi havia només dues d'aquestes destrals, una per Shaka i una per Mzilikazi. Shaka mateix va col·locar els plomalls al cap de Mzilikazi després de la derrota de Zwide.
El khumalos (clans) va retornar a la pau en el seu país ancestral. Aquesta pau duraria fins que Shaka va preguntar a Mzilikazi sobre castigar una tribu al del nord del Khumalo, pertanyent a sotho de nom Raninsi. Després de la derrota de Raninsi, Mzilikazi va rebutjar entregar el bestiar capturat a Shaka. Aquest, que apreciava a Mzilikazi, no va prendre cap mesura, però els seus generals, gelosos des de feia molt de temps, van requerir actuar i per això una primera força fou enviada per donar una lliçó a Mzilikazi. La força de 2.000 homes fou derrotada pels 500 guerrers de Mzilikazi (aquest però va tenir la cobertura de les muntanyes). Això va fer de Mzilikazi l'únic guerrer que mai va derrotar a Shaka en batalla.
Shaka de mala gana va enviar la seva divisió veterana, els ufasimbi, per posar fi a la insubordinació de Mzilikazi i a la situació engavanyadora. Mzilikazi es va quedar amb només 300 guerrers com a màxim. Fou també traït pel seu germà, Zeni, que volia la posició del seu germà per a si mateix. Per això Mzilikazi va ser derrotat. Va reunir les seva gent amb les seves possessions i va fugir al nord per escapar de Shaka. Després que un assentament provisional va ser trobat a prop Pretòria moderna, els ndebele van ser derrotats pels boers i obligats a marxar altre cop cap al nord del riu Limpopo.

## Regne Ndebele

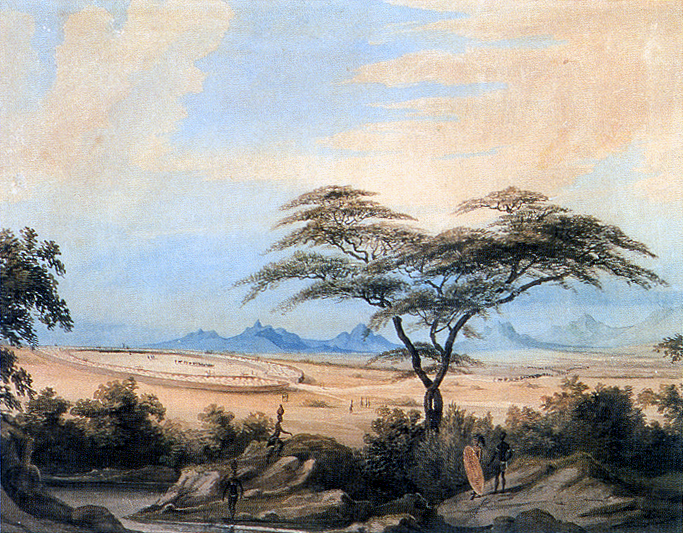
Un kraal Matabele, dibuixat per William Cornwallis Harris, 1836

Mzilikazi es va establir a finals de la dècada de 1830 a la vora occidental de la plana central del modern Zimbàbue, dirigint uns 20.000 ndebele, descendents dels nguni i sotho dins Sud-àfrica. Va envair l'anomenat imperi Rozwi i va incorporar molts dels rozvis (molts dels quals es van unir a la nació ndebele per voluntat pròpia perquè els oferien protecció contra els seus enemics). La resta esdevenien territoris satèl·lits que pagaven tribut al regne Ndebele.
Mzilikazi va anomenar a la seva nació i regne com Mthwakazi, una paraula zulu que significa alguna cosa que esdevenia gran en el seu fonament, en Zulu "a ethe ithwasa yabankulu." Els europeus van anomenar al territori "Matabelàndia". Mzilikazi va organitzar una nació ètnicament diversa amb un sistema militarista de ciutats regimental i va establir la seva capital a Bulawayo. Fou un estadista d'estatura considerable, capaç de soldar a les moltes tribus conquerides en un regne fort i centralitzat.